# Отрыв (фильм, 1971)
«Отрыв» (англ. Taking Off) — американский художественный фильм 1971 года, драма режиссёра Милоша Формана, ставшая для него первым американским фильмом. Этот фильм получил гран-при Каннского кинофестиваля, а также несколько номинаций премии BAFTA. Главные роли в фильме «Отрыв» исполнили Линн Карлин, Джорджиа Энгел, Бак Генри, Тони Харви и Линнеа Хикок. Премьера фильма состоялась 24 февраля 1971 года в Нью-Йорке.

## Сюжет
Ларри Тайн и его жена Линн возвращаются домой однажды вечером и обнаруживают, что их дочери-подростка Джинни нет дома. (Зрители знают, что она идёт на прослушивание, отрывки из которого  повторяются на протяжении всего фильма). Тайны звонят семейству ДиВито, чья дочь должна быть с Джинни, но та   утверждает, что не знает, где её подруга.  Привлекая своих друзей Тони и Марго, двое мужчин обыскивают бары по соседству, в то время как женщины остаются у телефона и сплетничают о сексе.
Ларри отправляется в город искать Джинни. На улице он встречает Энн Локстон, мать, которая также ищет пропавшую дочь, и Энн рассказывает Ларри о группе самопомощи для родителей в их затруднительном положении.
Полиция из северной части штата звонит Тайнам и сообщает, что их дочь арестована за 300 миль  от города за кражу. Они спешат к ней, но обнаруживают, что это дочь ДиВито, назвавшаяся чужим именем. По пути домой они останавливаются в отеле, где выступают Айк и Тина Тёрнер. За пьяной Линн в их комнату следует влюблённый незнакомец, не подозревающий, что Ларри уже спит в постели. После того, как незнакомец исчезает, Линн пытается применить некоторые из советов, которые Марго доверила ей ранее.
Вернувшись в город, Ларри и Линн присутствуют на официальном обеде для группы самопомощи. После этого раздаются косяки с марихуаной, и молодой человек по имени Скьявелли учит родителей Джинни, как их курить. Отвергнув наркотик, Ларри и Линн забирают Энн и её мужа Бена к себе домой, чтобы выпить и поиграть в покер на раздевание. По мере того, как группа становится всё более пьяной, обнажённый Ларри запрыгивает на стол, чтобы спеть Libiamo ne’ lieti calici. В этот момент внезапно появляется Джинни, и гости поспешно уходят.
Когда Джинни признаётся родителям, что была с мальчиком, Ларри предлагает ей поскорее привести его домой на ужин. Когда он появляется, то оказывается умным и богатым музыкантом. Однако он отказывается играть для них, после чего Ларри развлекает четверых своим исполнением  Stranger in Paradise.

## В ролях
- Линн Карлин — Линн Тайн
- Бак Генри — Ларри Тайнн
- Линнеа Хикок — Дженни Тинн
- Джорджиа Энгел — Марго
- Тони Харви — Тони
- Одра Лайндли — Энн Локстон
- Пол Бенедикт — Бен Локстон
- Дэвид Гиттлер — Джэми
- Винсент Скьявелли — Скьявелли
- Рэй Аллен — миссис ДиВито
- Тина Тёрнер — играет саму себя
- Айк Тёрнер — играет самого себя
- Кэти Бейтс — одна из певиц